# Solimões (monitor)
Solimões foi um monitor encouraçado operado pela Armada Imperial Brasileira. O monitor era da mesma classe do Javari. O navio de guerra foi construído no estaleiro francês Forges et chantiers de la Méditrranée e lançado ao mar em 1875, sendo comissionado em 23 de abril daquele ano. Era o mais poderoso navio da armada quando de sua incorporação. Possuía quatro canhões de 254 milímetros (dez polegadas) e blindagem que chegava a 305 milímetros (doze polegadas) nas torres dos canhões. Esperava-se que a embarcação tivesse boas capacidades de navegação em alto mar, porém tinha pouca agilidade nas manobras e não podia operar em mar agitado devido a sua borda ser baixa. Essas características obrigaram a embarcação a navegar sempre próxima à costa. O Solimões fez parte da Esquadra de Evoluções em 1884, composta dos melhores navios da armada.
Em maio de 1892, navegava em conjunto com outras embarcações que tinha por destino a Província de Mato Grosso com a finalidade de ajudar forças leais ao governo federal contra rebeldes separatistas. Quando se aproximaram da costa uruguaia, o Solimões afundou com praticamente toda a tripulação, se salvando apenas cinco. As circunstâncias do naufrágio nunca foram esclarecidas. Cogitou-se sabotagem por parte dos sobreviventes, visto que todos tiverem tempo de vestir as melhores roupas, casacos, pegar dinheiro e entrar no bote. A narrativa deles foi que foram enviados pelo comandante para buscarem ajuda. No entanto, não havia um único oficial para comandá-los e havia tripulantes muito mais qualificados que eles para cumprir essa ordem. O naufrágio gerou muita comoção no Brasil.

## Construção
O monitor foi construído na Forges et chantiers de la Méditerranée em La Seyne-sur-Mer, França, entre 1874 e 1875. Sua construção esteve sob supervisão do Capitão-Tenente EN Carlos Braconnot. O navio recebeu o nome Solimões em homenagem ao rio de mesmo nome localizado na província do Grão-Pará. Passou por mostra de armamento e incorporação em 23 de abril de 1875. Foi o seu primeiro comandante o Capitão-de-Fragata Miguel de Melo Tamborim. Os navios da classe Javari eram os maiores da armada quando incorporados.

## Características

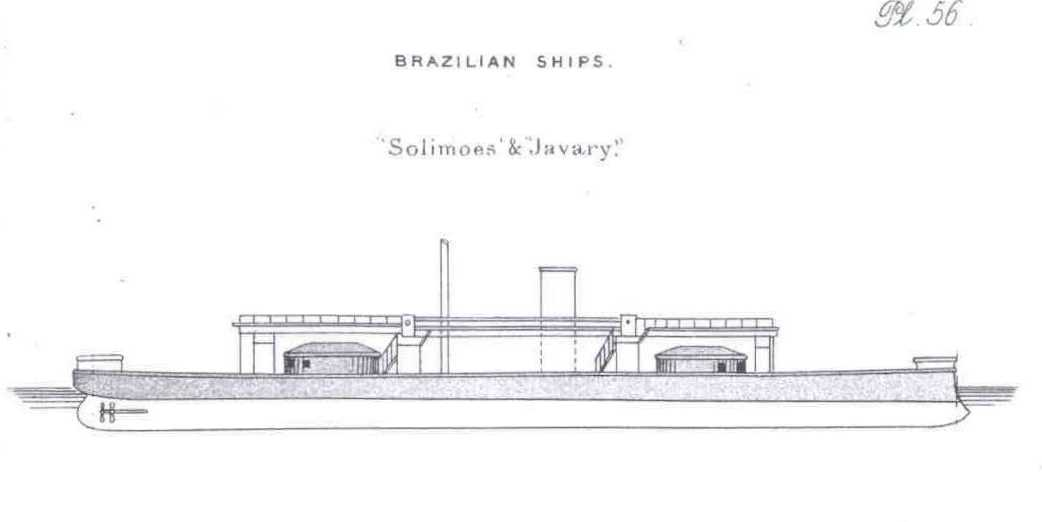
Desenho da classe Javari

O Solimões tinha deslocamento de 3 700 toneladas, comprimento de 73,20 m, boca de 17,40 m e pontal de 4,45 m, duas máquinas alternativas a vapor de 2 500 HP, duas hélices e velocidade máxima de onze milhas. Blindagem: casco, doze polegadas à meia-nau e sete polegadas na proa e na popa; torres principais, doze polegadas; convés, três polegadas; e torre de comando de quatro polegadas. Possuía quatro canhões Whitworth de dez polegadas, montadas em duas torres; dois canhões Nordenfeldt de 37 mm e duas metralhadoras. Os compartimentos eram estanques e localizados no bojo do navio. Tinha uma chaminé e três mastros, sendo aparelhado à escuna e envergando pano. Sua tripulação somava 135 homens.

## Serviço
Os monitores Solimões e Javari chegaram ao império por volta de 1875. Esperava-se embarcações com grandes capacidades técnicas e de manuseio, seja no mar ou no rio, e de fato impressionavam pela sua espessa couraça de 305 milímetros e canhões de 254 milímetros, os mais poderosos do império. No entanto, a realidade mostrou-se justamente o contrário. Com bordas livres demasiadamente baixas, não poderiam operar em mar agitado, além da pouca agilidade nas manobras e baixa velocidade (11 milhas (17,7 km, inferior a navios contemporâneos que eram do mesmo tipo). A manobrabilidade foi melhorada em uma atualização realizada entre 1880 e 1881, quando instalou-se novos lemes, porém a embarcação não realizava missões em alto mar.
Em março de 1880, o Solimões teve uma avaria em suas máquinas quando navegava para a Ilha Grande, ficando à deriva. Várias embarcações iniciaram buscas pelo monitor que foi somente encontrado no dia 17, cerca de sete milhas ao sul da Ponta de Caruçu. Foi rebocado até o Rio de Janeiro, fundeando no dia 25 de março.
Em 19 de agosto de 1884, pelo Aviso n.º 1541-A, foi criada a Esquadra de Evoluções, o núcleo mais moderno da armada em propulsão, artilharia e torpedos, que ficou sob o comando do chefe de esquadra Artur Silveira de Motta. O Solimões tornou-se, assim, um dos dezesseis navios da esquadra (os encouraçados Riachuelo, Sete de Setembro e Javary; os cruzadores híbridos Guanabara e Almirante Barroso; as corvetas oceânicas Trajano, Barroso e Primeiro de Março; as torpedeiras de 1.ª Classe (50 t) 1, 2, 3, 4 e 5 e as torpedeiras de 4.ª Classe (50 t) Alfa, Beta e Gama). Passou por reformas em 1889, recebendo mais um timão e melhorias em seus armamentos.

### Naufrágio
Em 27 de março de 1892, o Solimões estava acompanhado do monitor Bahia e ambos rumaram para o porto de Santos a fim de realizarem manobras conjuntas. No trajeto, o comandante do Solimões recebeu a missão, via telégrafo, de seguir para Corumbá, na então província de Mato Grosso, para dar suporte aos legalistas que combatiam uma insurreição separatista que causava certa preocupação ao governo brasileiro. Para essa missão, além do Solimões, foram enviados também os monitores Bahia e Rio Grande, e a canhoneira Carioca. Devido ao mau tempo, a frota ancorou no porto de Santa Catarina em 13 de maio. Dois dias depois, o tempo melhorou e a frota retomou o curso para Mato Grosso. No entanto, no dia 18, o mau tempo voltou a atingir os navios na altura da costa do Rio Grande do Sul, local do último avistamento do encouraçado. O Solimões afundou por volta das 22h00 do dia 19 de maio, com apenas cinco tripulantes se salvando. A partir de então, os passos que levaram ao naufrágio são apenas relatos dos sobreviventes, sem corroboração por parte de terceiros.
O Solimões supostamente estava em dificuldades para navegar devido à agitação do mar causada por uma tempestade. A situação chegou ao ponto do monitor estar completamente perdido. Em um dado momento, o navio se aproximou da costa e se chocou violentamente contra o recife entre a Isla de Torre e a Isla Encantanda, na costa uruguaia. O encontro com o recife danificou seriamente a embarcação e o capitão Xavier de Castro ordenou que um grupo de tripulantes fosse para a terra em um bote pedir ajuda para as autoridades mais próximas. Os escolhidos foram o enfermeiro José Correa Maguena, líder do grupo, três marinheiros e um foguista, a saber Agostinho de Mattos, Correa do Nascimento, Antônio Solimões e José Luiz. Relataram que fizeram o possível para chegar a costa, quando ouviram um barulho de explosão vindo da direção onde estava o monitor. Quando olharam, já não viam mais o navio.
Segundo esse relato, haveria uma perfuração na embarcação por onde água teria entrado e atingido as máquinas, ocasionando a explosão das caldeiras, destruindo-a e fazendo-a afundar em poucos minutos. Esse depoimento, realizado em Montevideo, levantou suspeitas de que o grupo poderia ter sabotado a embarcação, pois não se fazia sentido o envio daqueles marinheiros, uma vez que a embarcação tinha oficiais e outras pessoas mais qualificadas para fazê-lo. Além disso, percebeu-se que os sobreviventes tiveram tempo de vestirem sua melhor roupa, levar casacos e dinheiro. Outro ponto que gerou controvérsia na narrativa dos sobreviventes foi que descobriram o barco utilizado pelos náufragos, que tinha todo o equipamento para navegarem e a corda que prendia o barco ao navio tinha sinais de que havia sido cortada com um material afiado, ao invés de ter sido solta a sua amarra, como deveria ocorrer. Por fim, caso houvesse uma explosão, deveria haver destroços espalhados pelo local do naufrágio, o que não tinha, e os corpos recuperados deveriam ter sinais da explosão, mas somente apresentavam sinais de deterioração devido à passagem do tempo.
Os sobreviventes chegaram ao Rio de Janeiro em 8 de junho e foram submetidos a uma investigação para apuração das circunstâncias. Eles declararam exatamente os fatos que haviam dito em Montevideo, sem que algum novo elemento pudesse ser descoberto. Após que foram enviados ao quartel do Batalhão de Marinheiros, na fortaleza de Villegagnon para serem submetidos ao Conselho de Pesquisa. Contudo, nunca se soube a real causa do naufrágio do Solimões. O acidente causou enorme comoção no Brasil, sendo o evento muito noticiado ao longo dos dias e meses. O monitor só seria encontrado cerca de 102 anos depois, em 20 de fevereiro de 1994, próximo ao Cabo Polonio, Uruguai, durante um levantamento subaquático utilizando-se um Side Scan Sonar. O Solimões estava em uma posição invertida quando fora identificado.